# コモンウェルス・スター

オーストラリアの国章においてクレスト（兜飾り）にあしらわれているコモンウェルス・スター

コモンウェルス・スター (英: Commonwealth Star) は、1901年1月1日のオーストラリア連邦の成立を象徴する七芒星である。フェデレーション・スター (Federation Star) 、セブン・ポイント・スター (Seven Point Star) 、スター・オブ・フェデレーション (Star of Federation) とも呼ばれる。
6つの頂点はオーストラリア連邦の成立に参加した州・地域 を表しており、7つめの頂点は将来オーストラリアに含まれるであろう州・地域を表している。元々は六芒星であったが、1905年のオーストラリア領パプアの成立を受けて1909年に同地および将来の州・地域を示すために頂点が1つ追加された。

## 公式名称
「フェデレーション・スター」という名称が頻繁に使われるが、「コモンウェルス・スター」が公式名称である。これは、オーストラリアの国旗が制定された際に、オーストラリア政府が官報にこの名称で記載をしたためである。

## 使用例
コモンウェルス・スターはオーストラリアの国旗 およびオーストラリアの国章に用いられている。オーストラリアの国旗においては、ユニオン・ジャックの下に、下辺から1/4の位置に置かれている。また、旗の右半面には南十字星を構成している。国章では、青と金のリースの上に置かれてクレストとして用いられている。
オーストラリア国防軍とオーストラリア連邦警察のバッジにも用いられている。オーストラリア陸軍、オーストラリア海軍およびオーストラリア空軍のバッジは英国ならびに他の英連邦王国構成国と同様に聖エドワード王冠を用いているが、オーストラリアが共和制国家となる場合には王冠をコモンウェルス・スターに置き換えるものとされている。
コモンウェルス・スターはオーストラリアのメダル類、たとえばナショナル・ポリス・サービス・メダル、ディフェンス・フォース・サービス・メダル、文民用のスター・オブ・カレッジ、パブリック・サービス・メダル、アンビュランス・サービス・メダルおよびオーストラリアン・ポリス・メダルにも用いられている。
2004年のデンマーク王太子フレデリクとメアリー・ドナルドソン（現王太子妃）の成婚に際して、メアリー妃にはエレファント勲章が授与された。メアリー妃の紋章には、オーストラリアの国章から採られた2つの金色のコモンウェルス・スターがあしらわれている。

## 画像

オーストラリアの国旗
オーストラリアの国章 (1912年制定)
オーストラリアの国章 (1908年制定)
オーストラリア女王旗（英語版）
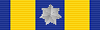
ディフェンス・フォース・サービス・メダル（英語版）の略綬 (5回受章時)
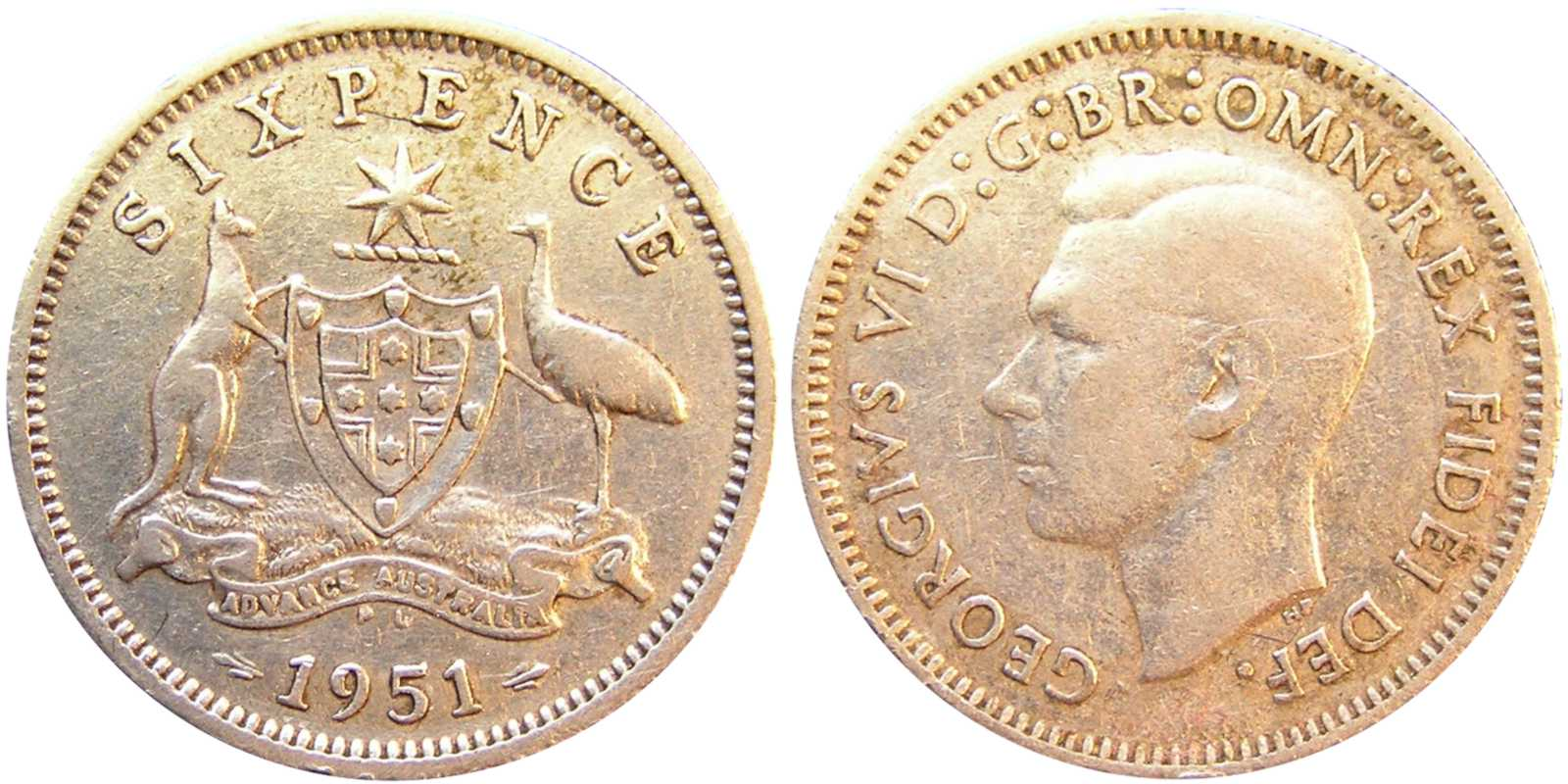
1951年発行の6ペンス硬貨
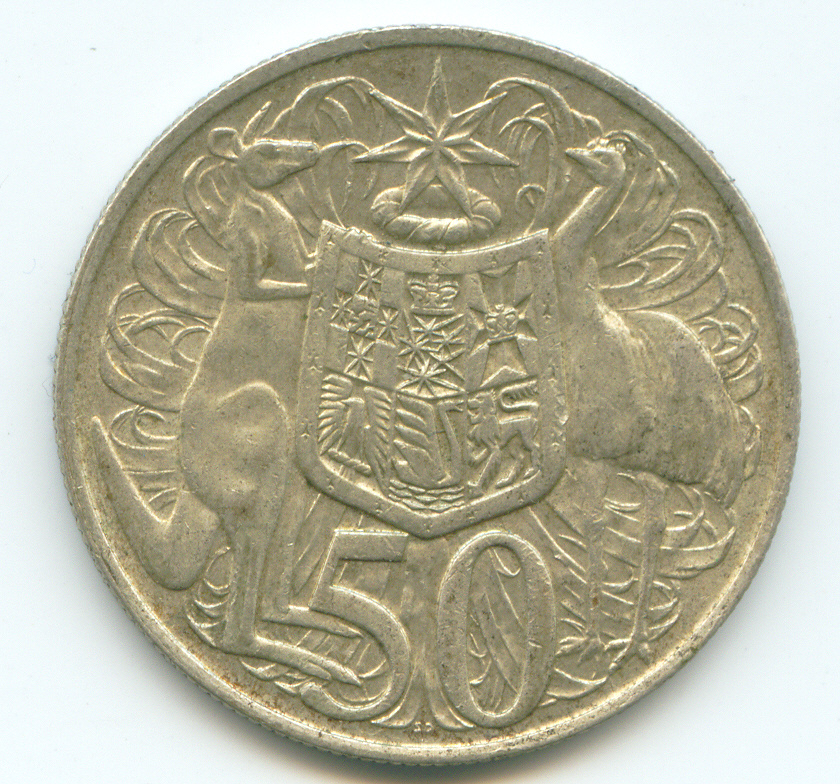
1966年発行の50セント硬貨
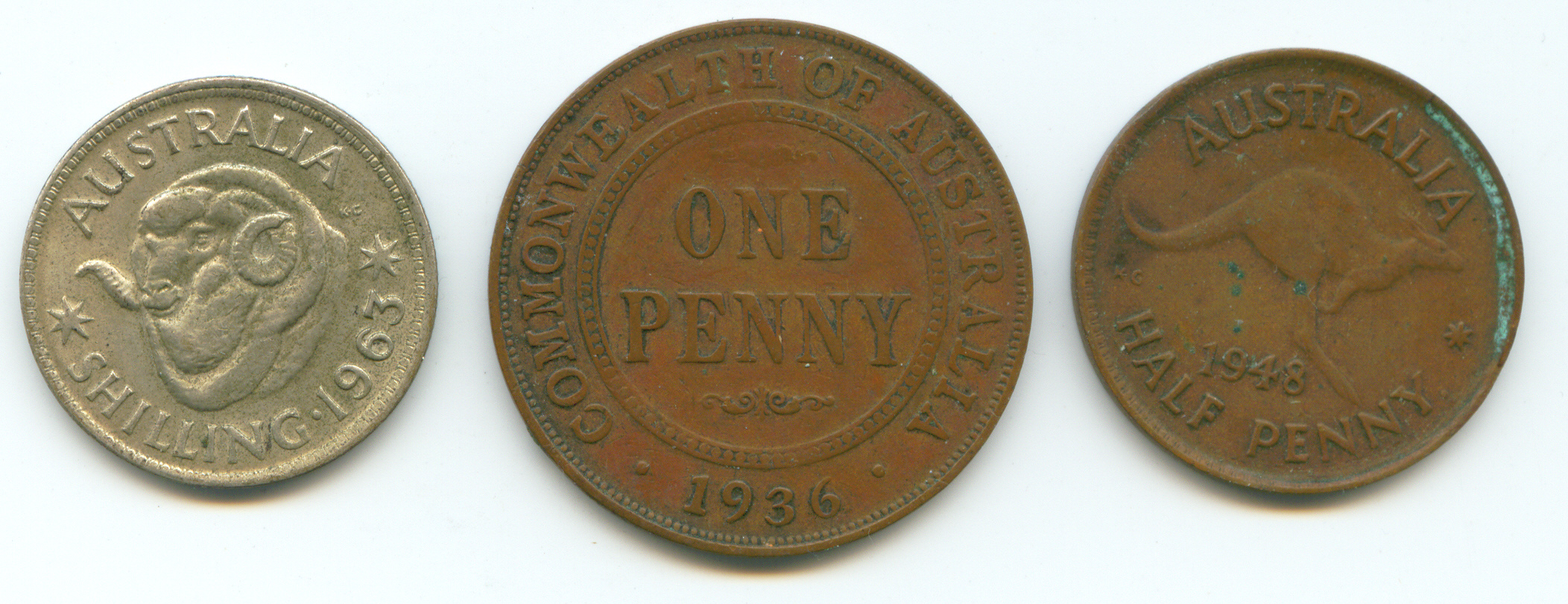
1ポンド硬貨
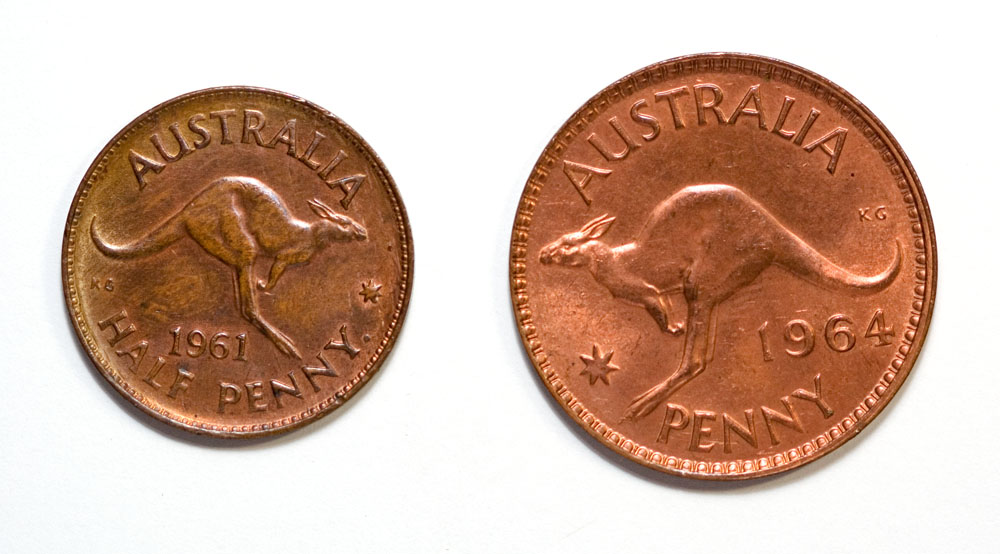
1/2ペニー硬貨と1ペニー硬貨
デンマーク王太子妃メアリーの紋章